# Otello (Verdi)

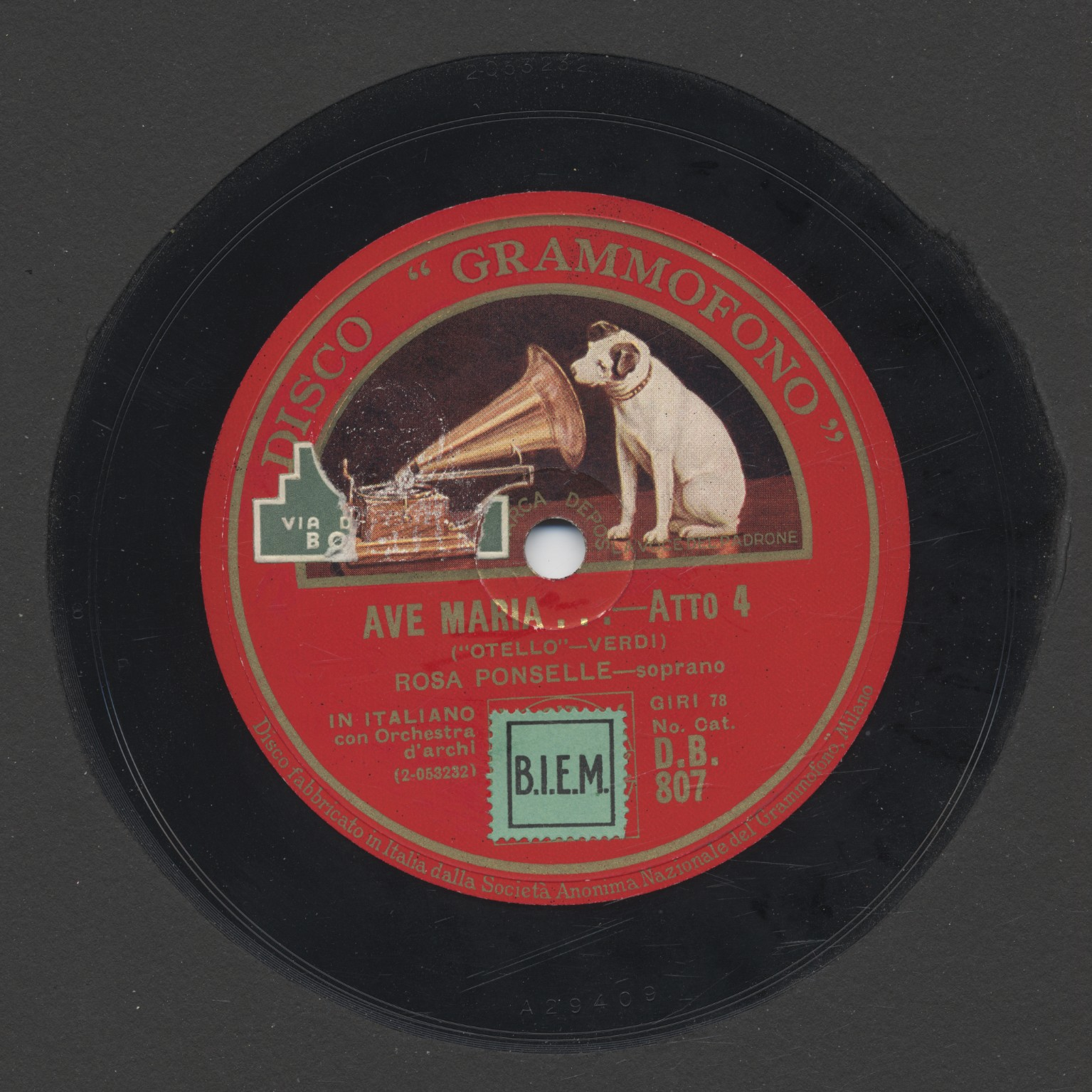
Otello, Ave Maria

Otello is een opera in vier akten van Giuseppe Verdi. Het libretto is van Arrigo Boito en is gebaseerd op het toneelstuk Othello van William Shakespeare. De eerste uitvoering was in het Teatro alla Scala in Milaan in 1887.

## Rolverdeling
- Otello, een moor, generaal van Venetië, hertog van Cyprus - tenor(spinto)
- Desdemona, vrouw van Otello - sopraan
- Jago, vaandrig van Otello - bariton
- Cassio, kapitein van Otello - tenor
- Roderigo, Venetiaans edelman - tenor
- Lodovico, ambassadeur van de Venetiaanse republiek - bas
- Montano, voormalig hertog van Cyprus - bas
- Een heraut - bas
- Emilia, vrouw van Jago, kamermeisje van Desdemona - sopraan
- Venetiaanse soldaten en zeelui en Cypriotische dorpelingen - koor

## Synopsis
De jaloerse generaal Otello is getrouwd met de mooie Desdemona. De intrigant Jago heeft een hekel aan Otello, en verzint een plan om hem te gronde te richten. Hij vertelt aan Otello dat Desdemona een affaire heeft met Cassio. Intussen regelt hij alle "bewijzen". Overtuigd van de overspeligheid van zijn vrouw, wurgt hij haar. Als de list van Jago eindelijk ontmaskerd wordt, slaat Otello de hand aan zichzelf.

## Geselecteerde opnamen
| Jaar | Rolverdeling (Otello, Desdemona, Iago)            | Dirigent, operagezelschap en orkest                                                 | Label                                                                              |
| ---- | ------------------------------------------------- | ----------------------------------------------------------------------------------- | ---------------------------------------------------------------------------------- |
| 1947 | Ramon Vinay, Herva Nelli Giuseppe Valdengo        | Arturo Toscanini, NBC Symphony Orchestra en NBC Symphony Chorus                     | Audio-cd CD: Guild Historical Cat: 2275/76/77 Cd: Naxos Historical Cat: 8111320-21 |
| 1960 | Jon Vickers, Leonie Rysanek, Tito Gobbi           | Tullio Serafin, koor en orkest van de Roma Opera                                    | Cd: RCA Victor Cat: 663180                                                         |
| 1961 | Mario del Monaco, Renata Tebaldi, Aldo Protti     | Herbert von Karajan, Wiener Philharmoniker en Chor der Wiener Philharmoniker        | Cd: Decca Records Cat: 028941161826                                                |
| 1973 | Jon Vickers, Mirella Freni, Peter Glossop         | Herbert von Karajan, Berliner Philharmoniker en koor van de Deutsche Oper Berlin    | Dvd: Deutsche Grammophon Cat: 00044007340400 Cd op EMI                             |
| 1978 | Plácido Domingo, Renata Scotto, Sherrill Milnes   | James Levine, National Philharmonic Orchestra en National Philharmonic Chorus       | Cd: RCA Cat: 74321395012                                                           |
| 1986 | Plácido Domingo, Katia Ricciarelli, Justino Díaz  | Lorin Maazel, koor en orkest van het Teatro alla Scala (Film van Franco Zeffirelli) | Dvd: MGM Cat: 0 27616 88420 6 (Otello (1986 film))                                 |
| 1987 | Luciano Pavarotti, Kiri Te Kanawa, Leo Nucci      | Georg Solti, Chicago Symphony Orchestra en Chicago Symphony Chorus                  | Cd: Decca Records                                                                  |
| 1992 | Plácido Domingo, Kiri Te Kanawa, Sergei Leiferkus | Sir Georg Solti, koor en orkest van het Royal Opera House Covent Garden             | Dvd: Kultur Video Cat: 0 32031 14929 8                                             |
| 1994 | Plácido Domingo, Cheryl Studer, Sergei Leiferkus  | Myung-Whun Chung, koor en orkest van de Opéra Bastille                              | Cd: Deutsche Grammophon Cat: 439 805-2                                             |
| 1995 | Plácido Domingo, Renée Fleming, James Morris      | James Levine, koor en orkest van de Metropolitan Opera                              | Dvd: Deutsche Grammophon Cat: 00440 073 0929                                       |
| 2001 | Plácido Domingo, Barbara Frittoli, Leo Nucci      | Riccardo Muti, koor en orkest van het Teatro alla Scala                             | Dvd: TDK Cat: 8 2412100019 6                                                       |

Opmerking: "Cat:" staat voor catalogusnummer van de maatschappij; "ASIN" is het productreferentienummer op amazon.com.

## Verfilmingen
- De opera is in 1986 verfilmd door Franco Zeffirelli.
- Vishal Bharadwaj heeft Otello verfilmd als Bollywoodfilm Omkara.

Oberto (1839) · Un giorno di regno (1840) · Nabucco (1842) · I Lombardi alla prima crociata (1843) · Ernani (1844) · I due Foscari (1844) · Giovanna d'Arco (1845) · Alzira (1845) · Attila (1846) · Macbeth (1847) · I masnadieri (1847) · Jérusalem (1847) · Il corsaro (1848) · La battaglia di Legnano (1849) · Luisa Miller (1849) · Stiffelio (1850) · Rigoletto (1851) · Il trovatore (1853) · La traviata (1853) · Les vêpres siciliennes (1855) · Simon Boccanegra (1857) · Aroldo (1857) · Un ballo in maschera (1859) · La forza del destino (1862) · Don Carlos (1867) · Aida (1871) · Otello (1887) · Falstaff (1893)